# Hogar 10
Hogar 10 était une chaîne de télévision espagnole. Elle a cessé sa diffusion au profit de Gol Televisión.

## Histoire
En juin 2007, Hogar 10 est un projet de création d'une nouvelle chaîne de la LaSexta. La chaîne émet du 31 juillet 2007 au 14 août 2009.

## Programmation
La chaîne diffusait différents types de programmes tels que cuisine, décoration, mode, Soap opera, humour etc.